# الکساندر مک‌کوئین (برند)
الکساندر مکوئین (انگلیسی: Alexander McQueen) شرکت پوشاک بریتانیایی است، که در سال ۱۹۹۲ توسط الکساندر مک‌کوئین تأسیس شد.